# Варшава — Радом (аэропорт)
Аэропорт Варшава-Радом имени Радомских героев июня 1976 года (пол. Port Lotniczy Warszawa-Radom im. Bohaterów Radomskiego Czerwca 1976 Roku, ранее пол. Port Lotniczy Radom или пол. Radom-Sadków) — международный аэропорт Польши, расположен в 4 км от центра города Радома, Мазовецкое воеводство и в 100 километрах от Варшавы. До 2023 года носил название аэропорт Радом-Садков.
Аэропорт в Садкове был построен в 1920-х годах и в настоящее время используется как военными, так и гражданскими лицами. Адаптация аэропорта для гражданских нужд началась в 2012 году. В мае 2014 года аэропорт Радом был внесен в национальный реестр гражданских аэропортов. С 29 мая 2014 года предприятием, управляющим аэропортом, стало акционерное общество «Port Lotniczy Radom». С 27 апреля 2023 года аэропорт работает по новой формуле — аэропорт Варшава-Радом и находится под управлением Польские аэропорты.

## История

### Первый аэропорт
Строительство аэропорта началось в мае 1929 года и служило учебной базой для первой польской школы подготовки гражданских пилотов. В апреле 1932 года он был передан Министерству национальной обороны Польши, что расширило объект за счёт покупки дополнительной земли; строительство ангаров, казарм и стрельбища.

#### Вторая мировая война
В первые дни войны немецкие войска бомбили аэропорт, уничтожив самолёты и ангары и вынудив персонал эвакуироваться. Во время оккупации Польши Люфтваффе использовало его для обучения и подготовки немецких лётчиков к боям на Восточном фронте. К концу войны аэропорт был заминирован и сильно повреждён. Польские военные вернулись в Садков в марте 1945 года, и с тех пор подготовка пилотов на территории аэропорта продолжается по сей день.

### Региональный аэропорт (2006-2014)
30 июня 2006 года гмина Радома учредила госпредприятие «Аэропорт Радома» (пол. Port Lotniczy Radom S.A) с бюджетом в 22 миллиона злотых для подготовки Радом-Садкова к гражданским перевозкам. 24 января 2007 года он стал оператором аэропорта.
В июле 2012 года аэропорт приобрёл бывшее здание Терминала 2 аэропорта Лодзь вместе со всем его оборудованием за 2 млн злотых.
Городской совет Радома переоборудовал военный аэропорт в Садкове для обслуживания внутренних и международных рейсов, и в мае 2014 года Управление гражданской авиации выдало ему сертификат гражданского аэропорта.

### Международный аэропорт Варшава-Радом (2014-н.в.)
Город Варшаву обслуживают два аэропорта:
Первый это Варшавский аэропорт имени Шопена, это главный аэропорт страны расположенный в черте города, в густонаселённой зоне.
Второй это Варшавский аэропорт Модлин, второстепенный аэропорт Варшавы, используемый исключительно компанией Ryanair, представляет собой бывшую авиабазу времен холодной войны.
В ноябре 2017 года правительство Польши одобрило планы по замене аэропорта имени Шопена совершенно новым аэропортом. При предполагаемом сроке строительства в десять лет и бюджетной стоимости в 9,6 млрд долларов США он должен стать одним из крупнейших аэропортов Европы. После полного развития его пропускная способность составит до 100 миллионов пассажиров в год.
Примерно в то же время правительство Польши решили развивать территорию Радома как запасной аэропорт для разгрузки переполненного аэропорта имени Шопена.
План и последующее решение создать это место в качестве будущего аэропорта для оказания помощи Варшаве подверглись резкой критике со стороны авиакомпаний, намеревавшихся использовать этот объект.

#### Строительство
Строительство нового объекта началось в мае 2019 года. Первоначально его планировалось открыть в конце 2020 года, но эта дата была отложена из-за пандемии COVID-19. Строительство здания аэропорта официально завершилось в августе 2022 года. Общая стоимость новых объектов составляет 800 миллионов злотых.

#### Открытие
Аэропорт Варшава-Радом открылся 27 апреля 2023 года.

##### Название аэропорта
Официальное название аэропорта Варшава-Радом — Аэропорт Варшава-Радом имени Радомских героев июня 1976 года в честь событий июня 1976 года.

## Авиакомпании и направления
Следующие авиакомпании выполняют регулярные и чартерные рейсы в и из аэропорта Варшава-Радом:
| Авиакомпания             | Направления                                                                |
| ------------------------ | -------------------------------------------------------------------------- |
| Enter Air                | Сезонные чартеры: Анталья (с 25 мая 2024) Ираклион (с 12 июня 2024)        |
| LOT                      | Рим (с 24 июня 2024) Охрид (сезонный) Превеза (сезонный) Тирана (сезонный) |
| Skyline Express Airlines | Шарм-эш-Шейх (сезонный)                                                    |
| Montenegro Airlines      | Подгорица (сезонный)                                                       |
| Wizz Air                 | Ларнака                                                                    |

Руководство аэропорта объявили направления на летний сезон 2024 года, на которые уже началась продажа билетов: Тирана, Варна, Бургас, Подгорица, Марса-эль-Алам, Превеза, Ираклион, Барселона, Охрид и Анталья.

## Транспорт
Рядом с аэропортом проходят международные дороги E77 и E371, железнодорожные линии, ведущие в Варшаву, Краков, Лодзь и Люблин. В настоящее время ведется строительство железнодорожной остановки Радом-Всходний, которая должна улучшить сообщение с аэропортом.

## Статистика
| Год  | Пассажиропоток | Изменения (%) |
| ---- | -------------- | ------------- |
| 2023 | 103 418        | ▲100,0%       |